# Маћа
Маћа или Мат, Мати (алб. Mati, Mat), је река у северној Албанији. Извире у плаинама североисточно од Тиране. После 115 km тока, улива се у Јадранско море између градова Лач и Љеш.
Маћа одводњава истоимену висораван у северној Албанији (област Мат). Притока Фан доноси воде из области Мирдита. Укупна површина слива је 2441 km². Резервоар Улзе је вештачко језеро хидроцентрале чија је брана висока 64 метара. Капацитет језера је 124 милиона m³. Хидроцентралу су саградили совјетски стручњаци, а пуштена је у рад 1957. То је била прва велика албанска хидроелектрана. Одмах испод бране је наредно вештачко језеро Шкопет, са хидроцентралом и браном високом 53 метра.
Просечан проток воде у реци Маћа је 103 m³/s, по чему је ово трећа река у Албанији. Разлика између минималног и максималног протока воде варира и до 10 пута. Ниво воде се донекле контролише бранама хидроцентрла. У доњем току река је веома широка, са честим плићацима, што омета речни саобраћај.
Први мост преко реке изграђен је 1927. код места Милот. Челични мост распона 480 метара, са 5 лукова, ослања се на бетонске стубове. Мост је добио име по краљу Зогу I. Данас постоје још 2 моста преко реке Маћа. 
Иван Јастребов је навео податке који указују на то да област Мат и река Маћа воде порекло од речи Македонија, Маћедонија. У Доњој Албанији или старој Далмацији, чија је граница почињала код реке Мат, цар Диоклецијан је извео из Италије Пителе које је назвао Римљанима. Да се латинизовање овде није примало, о томе сведочи Фарлати говорећи да није било лако ширити латинство у грчким земљама, као међу Србима. Отуда су севернји крајеви Албаније (српски) лакше покатоличени него јужнији, који су били под утицајем Грка. Могућа је повезаност имена Далмација и Мат, Маћа, Македонија. У Албанији имамо и 2 куле које носе име и по области на којима су се налазили, кула Мат и тврђава Далмација.
У штампаном тому хрисовуље сабраних канона цара Јустинијана наведене су и границе Горње и Доње Албаније. Горња је почињала од Кројског владичанства, а доња од Љешког.